# Salbiomorpha
Salbiomorpha is een geslacht van vlinders van de familie grasmotten (Crambidae), uit de onderfamilie Spilomelinae.

## Soorten
- S. interruptalis Amsel
- S. minimalis Amsel
- S. munroealis Amsel, 1956
- S. torsalis Guenée, 1854
- S. tremulalis Druce, 1899